# Naatlo fauna
Espèce
Synonymes
- Theridiosoma fauna Simon, 1895

Naatlo fauna est une espèce d'araignées aranéomorphes de la famille des Theridiosomatidae.

## Distribution
Cette espèce se rencontre du Costa Rica au Brésil. Elle a été observée au Costa Rica, au Panama, en Colombie, au Venezuela, à la Trinité, en Équateur et au Brésil.

## Description
Les mâles mesurent de 1,7 à 2,2 mm et les femelles de 2,3 à 2,9 mm.

## Publication originale
- Simon, 1895 : Histoire naturelle des araignées. Paris, vol. 1, p. 761-1084 (texte intégral).